# Izola
Izola (em italiano:  Isola d'Istria) é um município bilíngue da Eslovênia, situada na baía de Trieste, entre Pirano & Capodistria (Piran & Koper em esloveno) no litoral do mar Adriático.  

## História
O nome da cidade vem da palavra italiana isola que significa ilha, que viria a ser ligada ao continente no século XIX. 
No dominio da República de Veneza no século XIII que durou quase cinco séculos e que sempre permaneceu um fiel aliado dos Venezianos como Isola d'Istria. Passou para o controle da Áustria, e da Itália no fim da primeira Guerra Mundial. 
Finalmente, após a Segunda Guerra Mundial, e  provisoriamente parte da zona B do território livre de Trieste somente em 1965 passa a ser integrada na República Socialista Federativa da Jugoslávia, e se chamar oficialmente Izola. O bilinguísmo é respeitado até hoje apesar do quase completo êxodo dos moradores escapando do comunismo. Enfim após desintegração da mesma virou eslovena & recentemente passou a integrar a União Europeia trocando assim quatro vezes de nacionalidade em menos de 100 anos.